# Miocora
Genre
Miocora est un genre  dans la famille des Polythoridae appartenant au sous-ordre des Zygoptères dans l'ordre des Odonates. Il comprend deux espèces.

## Liste d'espèces
- Miocora pellucida Kennedy, 1940
- Miocora peraltica Calvert, 1917